# Schneiderelle

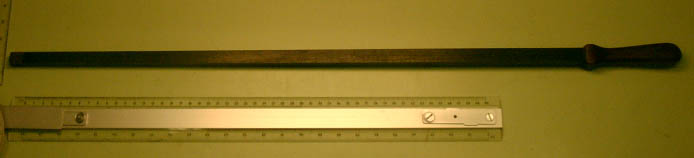
Schneiderelle mit Maßstab

Die Schneiderelle oder auch Tuchelle ist ein traditionelles Handwerkzeug des Schneiders, um Tuchbahnen abzumessen.

## Eigenschaften
Die Schneiderelle besteht aus einem vier- oder dreikantigen, oft auch gedrechselten runden Holzstab, in der Regel mit einem Griff an der einen Seite. Ursprünglich ist sie eine Elle lang, also etwas mehr als einen halben Meter. In der Regel ist sie durch Markierungen unterteilt.
Heutige Schneiderellen, die stets noch im Stoffhandel verwendet werden, haben eine Länge von 50 cm oder 100 cm und eine aufgeprägte, geeichte Skala. Schneiderellen vom Ende des 19. Jahrhunderts haben oft zwei Skalen mit dem alten Ellenmaß und der 1871 eingeführten metrischen Teilung.

## Übertragene Bedeutungen

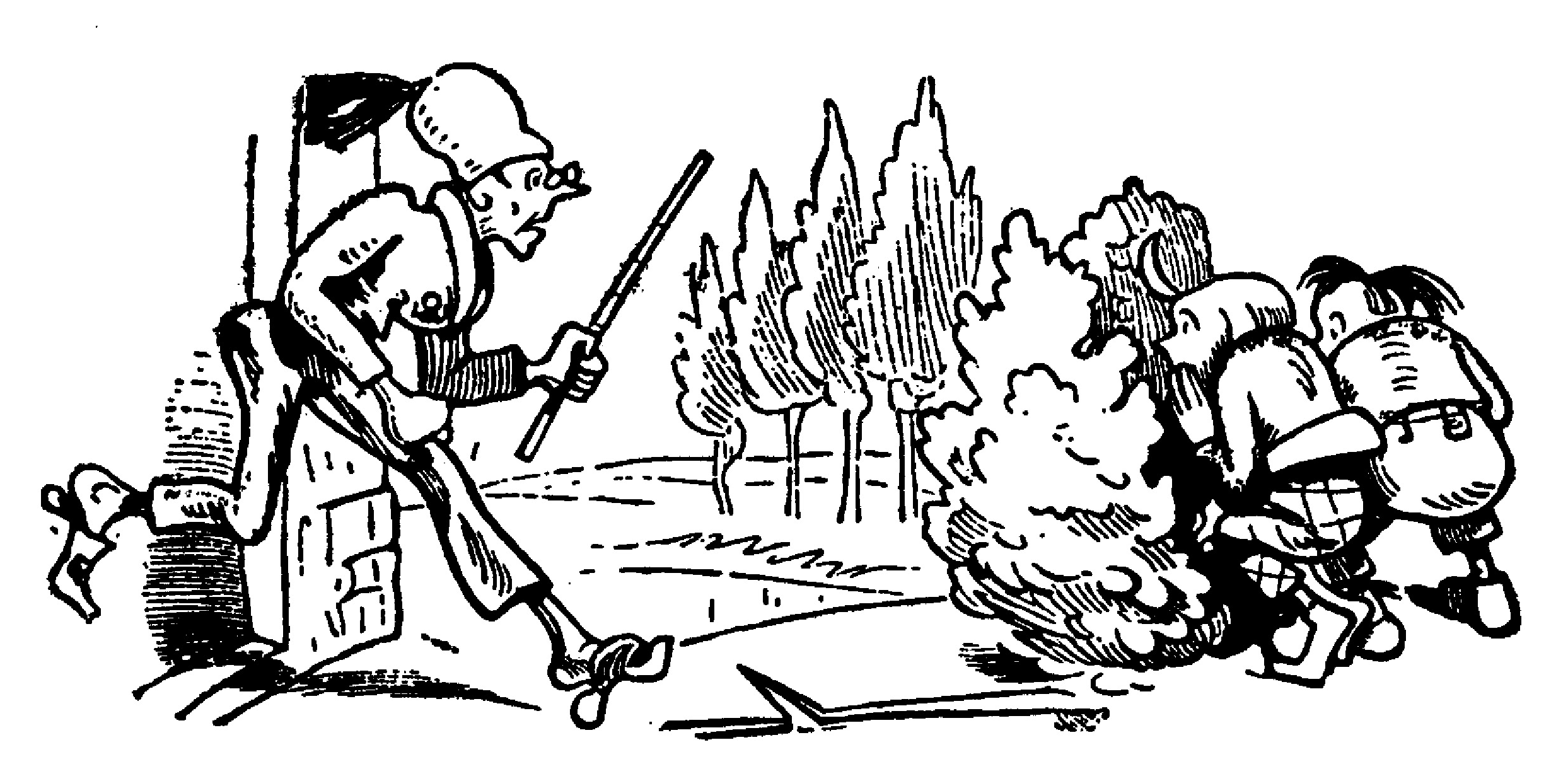
Wilhelm Busch: „Schnelle springt er mit der Elle / über seines Hauses Schwelle“

Die Elle ist neben Nadel und Faden ein Attribut des Schneiderhandwerks („statt des Schwerts gebt ihm die Schneiderelle“) und hat durch ihre künstlerischen Darstellungen zahlreiche übertragene, oft scherzhafte Bedeutungen. Sie kann Zeichen der Kleinlichkeit sein („ihre Schneiderelle legen sie an an den mächtigen Geist“) oder auch einen dürren Menschen bezeichnen („du Schneiderelle, du Degenfutteral, du erbärmliches Rapier“). Oft wird sie als Züchtigungsinstrument dargestellt (Schneider Böck in Wilhelm Buschs Max und Moritz: „Schnelle springt er mit der Elle / über seines Hauses Schwelle“ oder auch im Märchen der Gebrüder Grimm Tischlein, deck dich!, wo die vermeintlich täuschenden Söhne vom Vater „mit der Elle“ fortgejagt werden).

## Maßverkörperungen

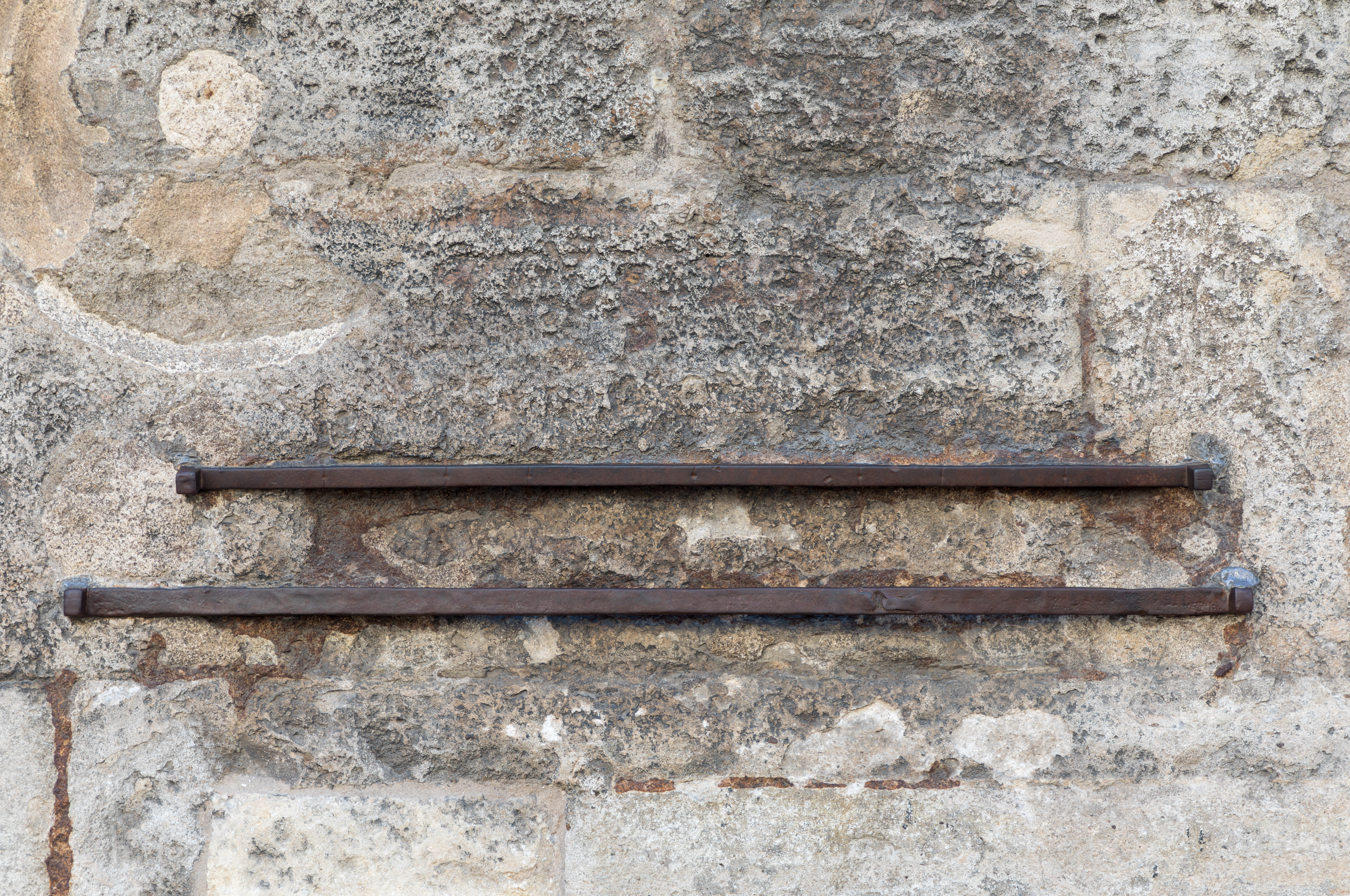
Eiserne Ellen am Wiener Stephansdom

An vielen Orten gibt es noch heute Maßverkörperungen, die einst offiziell dazu dienten, Schneiderellen zu eichen, die sich von Stadt zu Stadt und oft auch je nach gemessenem Material unterschieden. Meist sind dies öffentlich zugänglich angebrachte Eisenstäbe, etwa an Kirchenmauern; dadurch war es leicht möglich, etwa bei einer Streitigkeit auf dem Markt eine Überprüfung vorzunehmen und festzustellen, ob etwa ein Stoffhändler ein falsches Maß verwendete. Links neben dem Haupttor des Wiener Stephansdoms sind zum Beispiel noch Maßverkörperungen einer Tuch- und einer Leinenelle zu sehen. Die Wiener Tuchelle maß etwa 0,78 Meter. Die lokalen Unterschiede in der Bemessung waren beträchtlich. Die italienischen Tuchellen Braccio da panno waren dagegen zwischen 0,63 Meter und 0,69 Meter lang.